# گریس (تاون)، نیویورک
گریس (به انگلیسی: Greece) یک منطقهٔ مسکونی در ایالات متحده آمریکا است که در نیویورک واقع شده‌است. گریس ۱۳۳٫۱۱ کیلومتر مربع مساحت و ۹۶٬۰۹۵ نفر جمعیت دارد و ۱۲۹٫۲۴ متر بالاتر از سطح دریا واقع شده‌است.

## خواهرخوانده
شهرهای رودس و ویتره، ایل-ئه-ویلن خواهرخوانده‌های گریس (تاون)، نیویورک هستند.